# Волеизъявление
Волеизъявление – волевой акт субъекта права, с которыми закон связывает возникновение, изменение и прекращение прав и обязанностей. Согласно теории гражданского права, воля и волеизъявление должны соответствовать друг другу (единство воли и волеизъявления) как критерий признания сделки действительной.

## Последствия признания отсутствия волеизъявления
В случае отсутствия на момент совершения сделки волеизъявления, такая сделка может быть оспорена и признана недействительной в судебном порядке.
Гражданское законодательство определяет такие пороки воли и волеизъявления:
- волеизъявление не соответствует воле – сделка совершена под влиянием обмана, насилия, угрозы, на крайне невыгодных условиях, чем другая сторона воспользовалась, вследствие стечения тяжелых обстоятельств (кабальная сделка) (ст. 179 Гражданского кодекса РФ);
- волеизъявление соответствует воле, но воля была сформирована под воздействием внешних факторов, неблагоприятно повлиявших на ее формирование, – сделка, совершенная под влиянием существенного заблуждения (ст. 178 Гражданского кодекса РФ);
- волеизъявление было сделано в состоянии, когда гражданин не был способен понимать значение своих действий или руководить ими, т.е. воли на совершение сделки не было (ст. 177 Гражданского кодекса РФ)[1][2].

## Виды волеизъявления
Когда в нормах гражданского права и в доктрине говорится о действиях, то, поскольку не оговорено иное, подразумеваются как положительные волеизъявления, так и отрицательные:
- положительное волеизъявление – активное поведение, действие;
- отрицательные – пассивное поведение, бездействие[1].